# Beke Imre (birkózó)
Beke Imre (Debrecen, 1907 – Don-kanyar, 1943) hatszoros magyar bajnok, válogatott birkózó.

## Életpályája
Debrecenből származott, sportpályafutását már a fővárosban, az Újpesti TE birkózó szakosztályánál kezdte. 1933-ban igazolt a Dorogi AC-hoz, és költözött Dorogra. A bányászvárosi egyesületnél edzője az olimpikon, magyar bajnok, Györgyei Ferenc volt. Pályafutása során hatszoros bajnoki címet szerzett. Mérkőzéseit fölényesen, a legtöbbet tussal nyerte, így kapta a Tuskirály becenevet. A pehelysúlyban versenyző birkózó tagja volt a magyar birkózó-válogatottnak is. Pályafutásának kiteljesedése az olimpiai részvétel lehetett volna. 1936-ban részt vett a berlini olimpiai válogatón, ahol ugyan súlycsoportjának legjobbjának bizonyult, azonban „elfelejtették” elvinni az olimpiára. A sportolás mellett a Dorogi Homokvasút Üzem dolgozója volt. A második világháborúban sasbehívóval a keleti frontra vezényelték, és a Don-kanyarban vesztette életét.